# جوزيف تشارلز
جوزيف تشارلز (بالإنجليزية: Joseph Charles)‏ هو سياسي أمريكي، ولد في 6 يناير 1944. حزبياً، نشط في الحزب الديمقراطي. وقد انتخب عضو مجلس ولاية نيوجيرسي وانتخب عضو جمعية نيوجيرسي العامة.